# 若き血
『若き血』（わかきち）は慶應義塾大学を中心に慶應義塾の設置する教育機関で使用されている応援歌である。作詞・作曲とも堀内敬三。1927年に発表。

## 概要
当時東京六大学野球で、長年にわたってライバル関係にある早稲田大学に後塵を拝していたことから、早稲田の校歌に対抗する応援歌をという動きが起こった。当時の予科会の学生たちが自らの意思で発議し、塾出身の音楽評論家、野村光一に諮り、野村の推薦で東京中央放送局、今日のNHKの洋楽主任で、アメリカから帰朝したばかりの新進気鋭の音楽家、堀内敬三に作詞作曲を委嘱することとなる。瞬く間に堀内はこの曲を作り上げ、校内の歌唱指導では慶應普通部生で、のちに大物歌手となる藤山一郎(本名、増永丈夫)が活躍し、彼の歌唱指導はこの歌を「実質以上に美しい歌」としたとは堀内自身の弁である。
こうして誕生した「若き血」は1927年秋季リーグ戦で神宮球場に登場すると、早慶戦で早稲田に連勝を果たし、たちまちに慶應義塾を代表する応援歌として定着した。東京六大学の応援では1得点挙げるごとに観客が肩を組み合唱するほか、野球に限らず各種スポーツ試合や同窓会等の会合時などにも広く歌われている。また、系列の高等学校や中学校でも歌われており、慶應義塾大学に限らず学校法人慶應義塾の設置している教育機関のスポーツの応援では定番の曲となっている。「『慶應義塾塾歌』は歌えないが『若き血』は歌える」という関係者も少なくない。上記のように、『若き血』を合唱する際には面識の無い学生・OB・OG同士であっても肩を組んで合唱するスタイルが定着している。

## トリビア
- 歌詞の最後にある「陸の王者」は「りくのおうしゃ（清音）」が正しいといわれる。実際、藤山一郎はそう歌っている[1]。しかし、一般には「おうじゃ」と濁音で歌われる。
- 応援する競技によっては「水の王者慶應」「雪の王者慶應」「空の王者慶應」と変化する。
- ラジオNIKKEIでの本学の通信教育番組『慶應義塾の時間』のオープニングに、吹奏楽団が演奏する本曲が採用されている。

## 東急日吉駅の発車メロディへの採用
2017年10月に、東急・日吉駅の発車メロディが、慶應義塾応援歌「若き血」になった。慶應義塾のカレッジソングが、発車メロディに使用されるのは初めてである。
ただし、諸般の事情から1か月の試験的導入に留まった。